# Bring It On Home
"Bring It On Home" é uma canção escrita pelo compositor e baixista norte americano Willie Dixon. A primeira gravação conhecida da música foi por Sonny Boy Williamson II, em 1963. A canção foi gravada pelo Led Zeppelin, em 1969,  

## Gravação de Sonny Boy Williamson II
A versão de Sonny Boy Williamson II da canção foi gravado em 11 de janeiro de 1963, em Chicago, Illinois. Acompanhando Sonny Boy no vocal e gaita estavam Matt "Guitar" Murphy na guitarra, Milton Rector no baixo, Al Duncan na bateria, e Lafayette Leake ou Billy Emerson em um órgão.
A versão de Sonny Boy não foi liberada até três anos após sua gravação no começo de 1966, quando apareceu em The Blues Real Folk e foi lançado como um single (Checker 1134).

## Versão do Led Zeppelin
Em 1969, a banda britânica de rock Led Zeppelin gravou uma versão da música para o seu álbum Led Zeppelin II. A introdução era uma homenagem deliberada à canção de Sonny Boy Williamson, enquanto o resto da música era uma composição original de Jimmy Page e Robert Plant.

A parte de harmônica de Plant foi gravada em Vancouver. A banda saiu em turnê com as fitas master de Led Zeppelin II, e depois parou em um estúdio para gravar as partes.
"Bring It On Home" foi tocada na reunião de membros sobreviventes do Led Zeppelin encenando a recepção de casamento de Jason Bonham, em maio de 1990.

## Crédito
Versão do Led Zeppelin
- Robert Plant - vocais, harmonia
- Jimmy Page - guitarra
- John Paul Jones - baixo de oito cordas
- John Bonham - bateria